# Alte Schanz (Heidenrod)
Die Alte Schanz ist eine abgegangene Ringwallanlage südlich von Heidenrod-Zorn im Taunus in Hessen. Die Anlage wurde bis heute nicht tiefergehend erforscht.

## Lage und Beschreibung

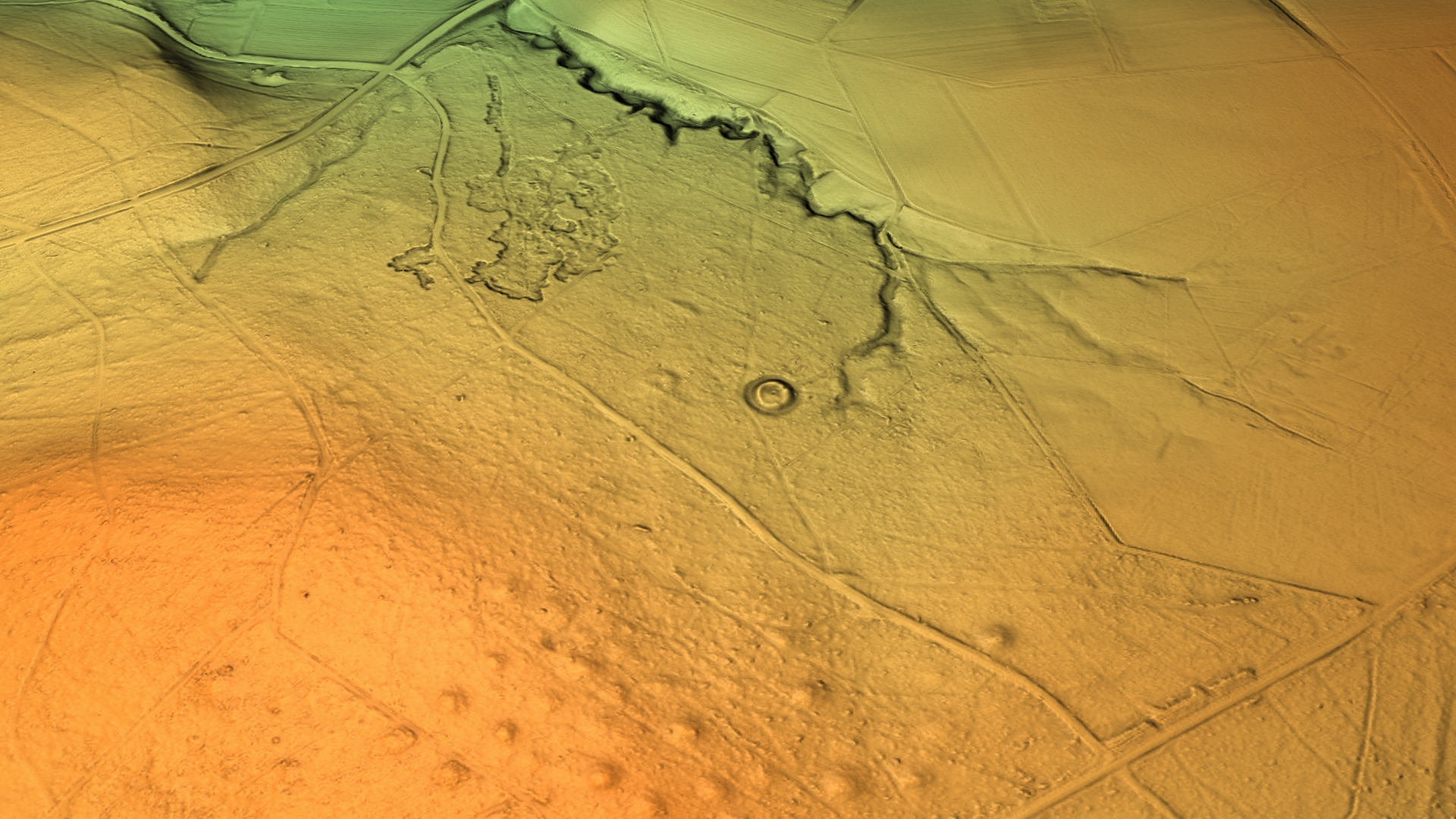
Digitales Reliefbild des Geländes südlich von Zorn

Die Alte Schanz liegt auf etwa 470 m ü. NHN rund 600 m südlich von Zorn in einem feuchten Waldgebiet im Bereich der Gemarkung Struthheck. Sie grenzt hier an ein südwestlich gelegenes Grabhügelfeld, das knapp 40 Gräber umfasst. In der topographischen Karte 5813 Nastätten ist das Erdbauwerk fälschlicherweise als einer der Grabhügel eingetragen, und zwar als der nördlichste.

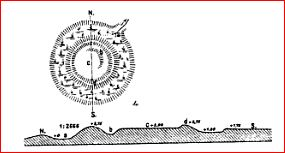
Alte Schanz nach einer Aufnahme Cohausens

Die kreisförmige Grabenanlage mit Wall umgibt eine Innenfläche von rund 16 m im Durchmesser. Deren Boden liegt etwa 0,3 m über dem natürlichen Niveau, abgesehen von einer leichten Senke. Der teils noch sumpfige Graben weist etwa 8–9 m Breite auf. Der Wall überragt die vorhandene Grabensohle um 1,5 m bis 3 m, den Innenboden um 0,2 m bis 1,3 m.
Für den Zugang bestand vermutlich eine Brücke über den Kreisgraben. Anzeichen einer Bebauung oder eines Mauerwerks finden sich keine; vielmehr ist von einer Holzumwehrung auszugehen. Im Innern der Anlage ist eine leichte Bodensenke auszumachen.
Karl August von Cohausen fand in der Nähe der Alte Schanz Eisenschlackehalden in Richtung Zorn. Nordwestlich der Anlage liegt ein mehrere Hektar großes Abbaugebiet für Lehm und Ton. Im Zuge der Erschließung mit dem Rundwanderweg Zorner Runde wurde im Norden ein hölzerner Zugangssteg über den Graben angelegt.

## Geschichtliche Einordnung
Eingehendere Erkundungen wurden an der Alten Schanz bis dato nicht durchgeführt, weswegen die Datierung der Anlage nur unter theoretischen Aspekten durchgeführt werden kann.
Fritz-Rudolf Herrmann ordnet die Schanze in ihrer Entstehung der Neuzeit zu. Zudem existiert die Theorie, dass die Anlage im Zusammenhang mit dem preußisch-österreichischen Krieg und der Schlacht bei Zorn (1866) steht. Aufgrund des Alters der in der Schanze wachsenden Bäume, etwa 200-jährigen, wie auch der Anlagenform – kein bodenebener Zugang und keine Möglichkeit für vorgespannte Geschütze zu manövrieren – ist ein Zusammenhang mit der Schlacht allerdings unwahrscheinlich.
Karl August von Cohausen vergleicht die Anlage Alte Schanz mit der vom Drusenküppel, einer früh- bis hochmittelalterlichen Turmhügelburg (Motte) bei Obernhain.
Diese Interpretation erscheint wahrscheinlicher. Demnach entstand die Alte Schanz vielleicht am Ende des Frühmittelalters. Womöglich führte der Graben damals Wasser, worauf auch der Gemarkungsname Struthheck hindeutet; das althochdeutsche Wort Struot bezeichnet ein sumpfiges Gelände. Der frühere Bezirksarchäologe Pachali ordnete die Alte Schanz ebenfalls diesem Zeitraum zu. Aktuelle Forschungen des Geographischen Instituts der Universität Mainz offenbarten in der Anlage und deren Umfeld Holzkohlestücke aus dem 10. Jahrhundert.
Die in der örtlichen Bevölkerung verbreitete Vorstellung von der Alten Schanz ist die, dass es sich bei der Anlage um ein Königsgrab handelt. Dies ist jedoch dem Erscheinungsbild nach wohl eine Fehldeutung, wenn auch nicht ausgeschlossen werden kann, dass ein Grab in den Bau der Anlage integriert wurde.

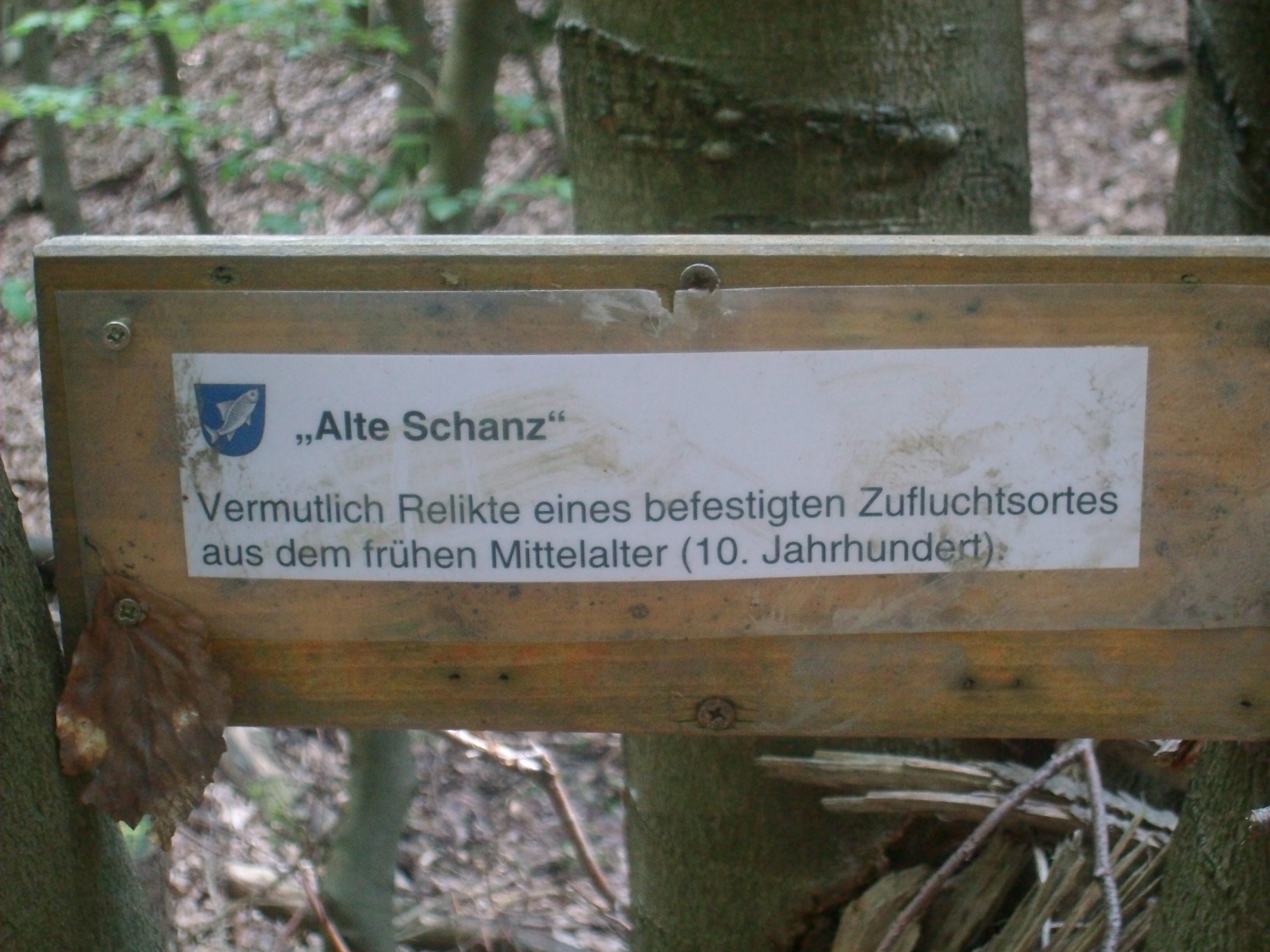
Beschilderung der Wallanlage
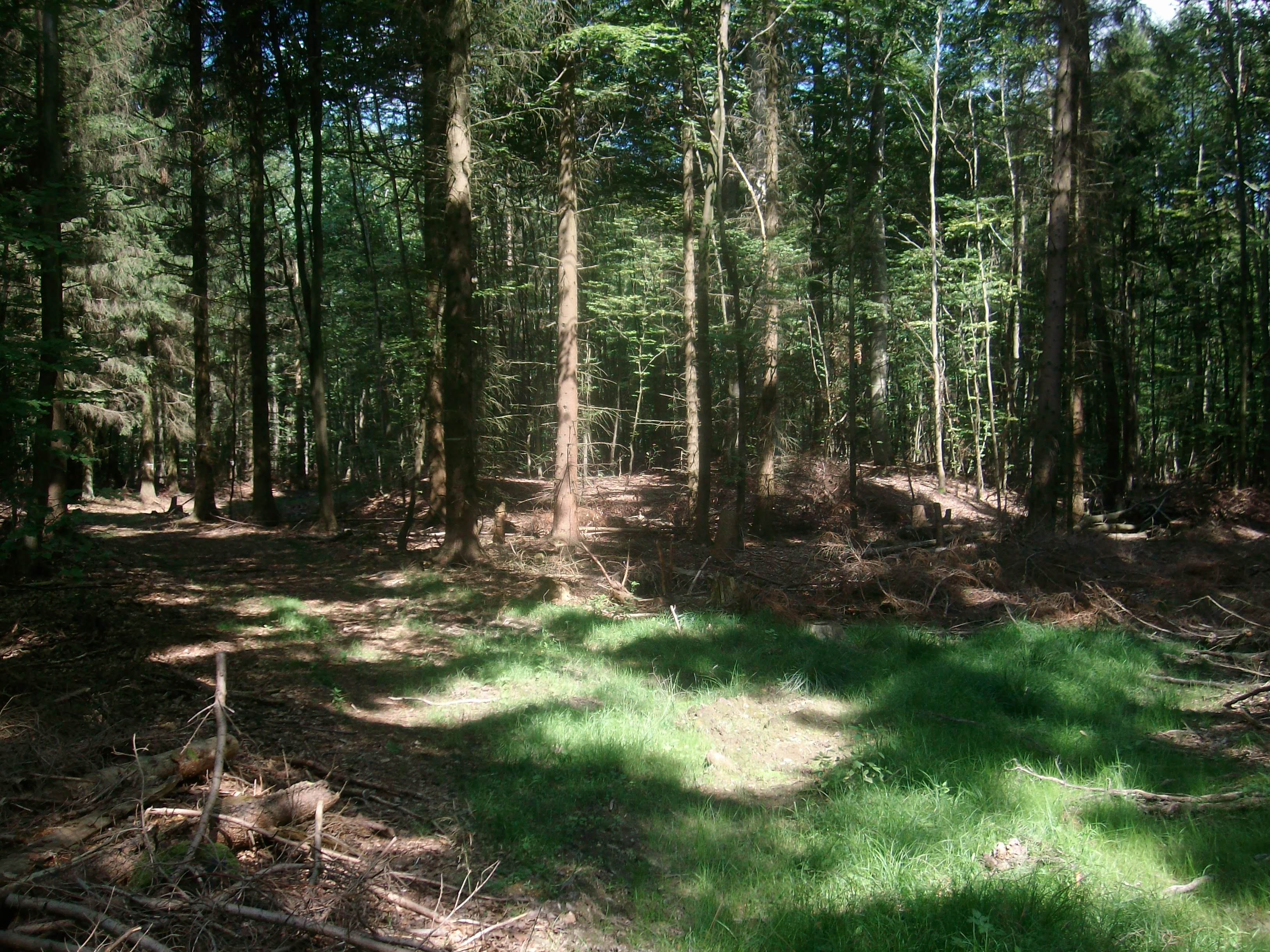
Ansicht der Anlage von Norden
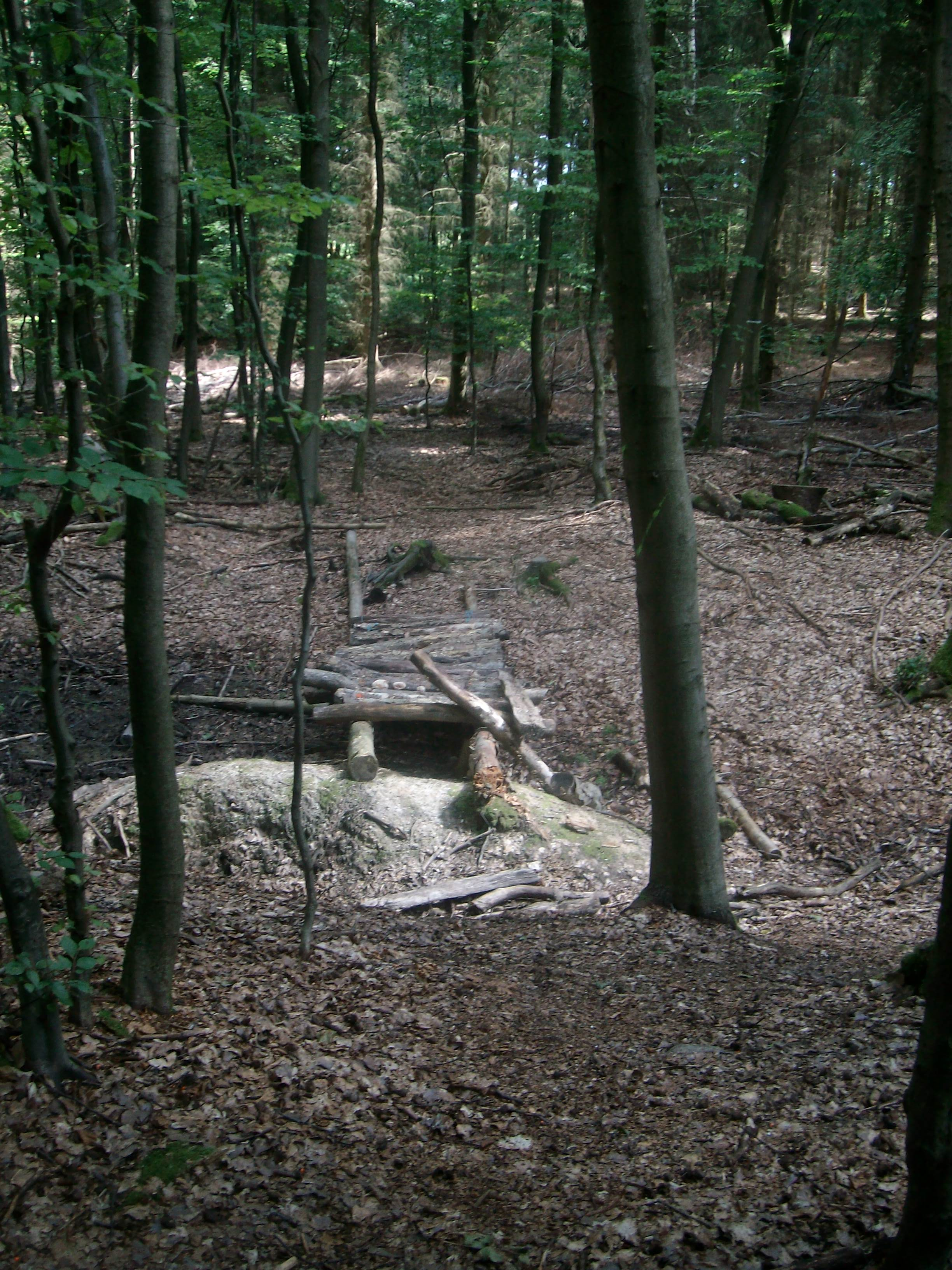
Zugang zur Anlage im Norden
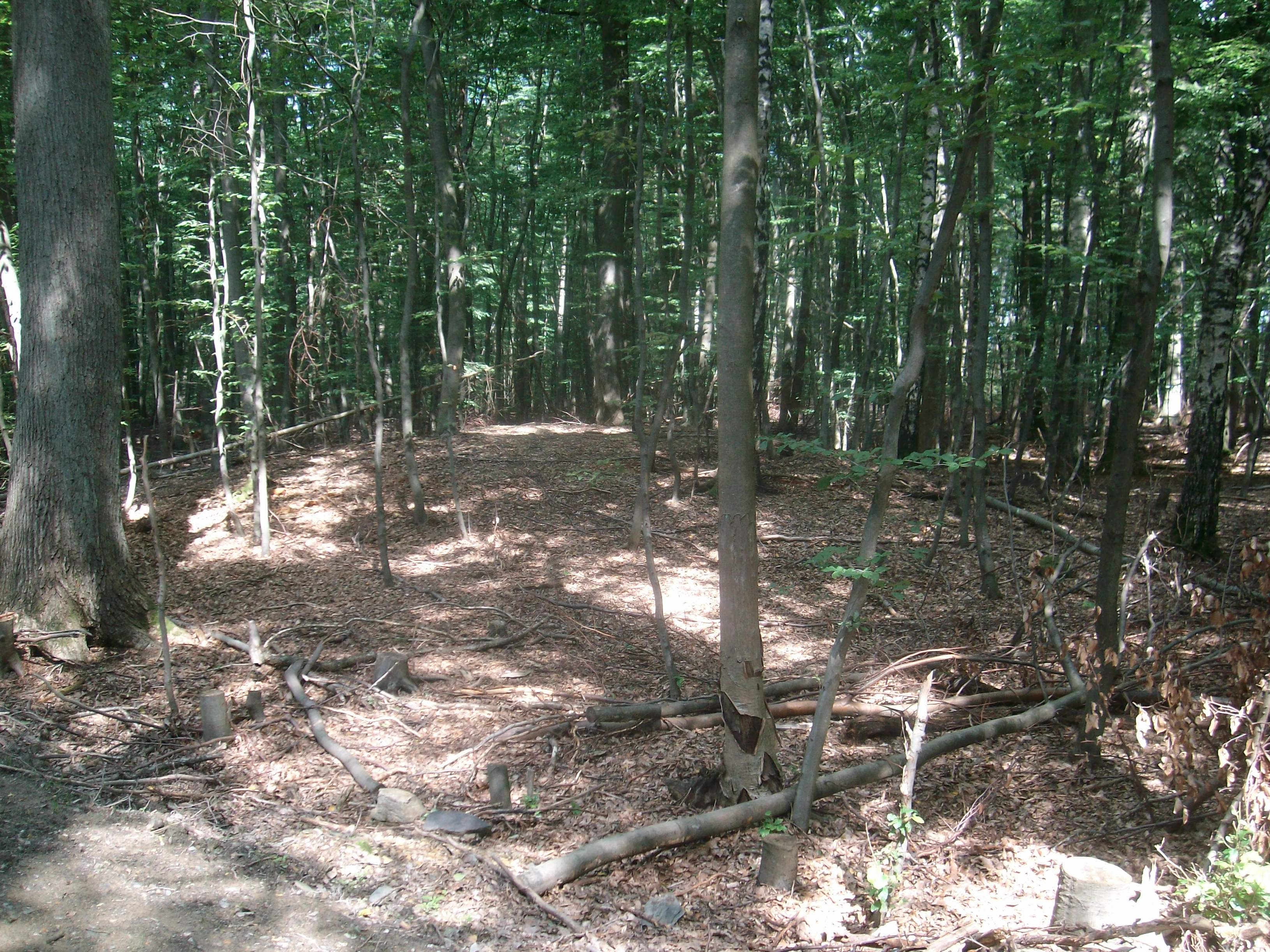
Weiter südlich gelegener Grabhügel

## Denkmalschutz
Der Bereich der Wallanlage wie auch des Gräberfeldes ist ein Bodendenkmal nach dem Hessischen Denkmalschutzgesetz. Nachforschungen und gezieltes Sammeln von Funden sind genehmigungspflichtig, Zufallsfunde an die Denkmalbehörden zu melden.